# Szamszi-Adad V

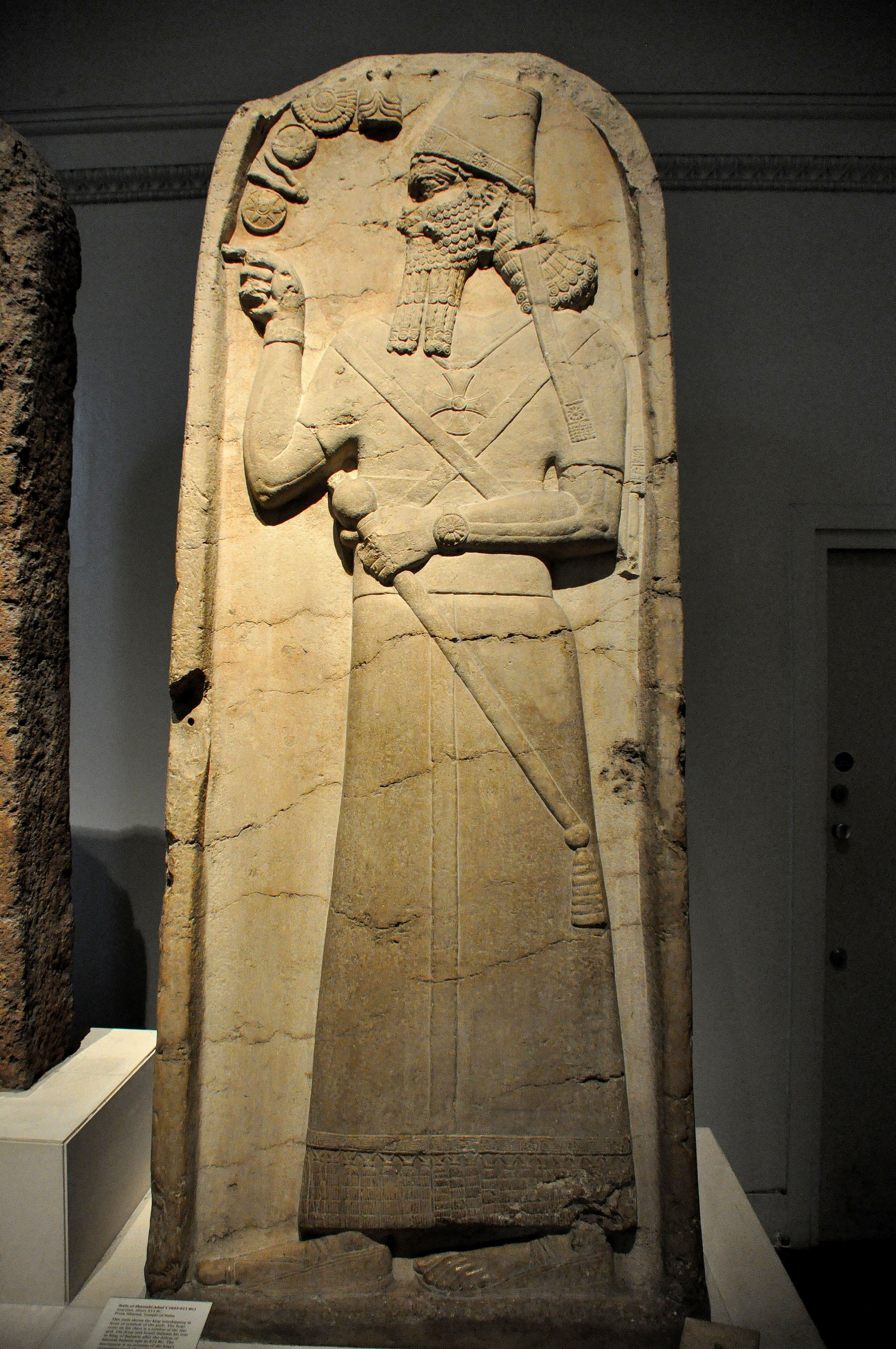
Stela Szamszi-Adada V ze świątyni boga Nabu w Kalhu; zbiory British Museum.

Szamszi-Adad V – władca Asyrii, syn i następca Salmanasara III, ojciec i poprzednik Adad-nirari III; według Asyryjskiej listy królów i asyryjskiej kroniki eponimów panować miał przez 13 lat. Jego rządy datowane są na lata 823-811 p.n.e.

## Imię
Akadyjskie imię tego władcy brzmi Šamšī-Adad i znaczy „Słońcem moim jest bóg Adad”. W transliteracji z pisma klinowego zapisywane ono było m(d)Šam-ši-dIŠKUR, m(d)Šam-ši-(d)10, mdUTU-ši-dIŠKUR, mdUTU-ši-10.

## Panowanie
Źródła do poznania panowania Szamszi-Adada V nie są bogate. Składają się na nie dwie wersje jego roczników królewskich, tzw. „list od boga”, uszkodzona kopia traktatu oraz wzmianki w Kronice synchronistycznej i asyryjskiej kronice eponimów. Dla rekonstrukcji chronologii rządów tego władcy największe znaczenie mają informacje zawarte w jego rocznikach oraz w asyryjskiej kronice eponimów. W oparciu o te informacje wyróżnić można w panowaniu Szamszi-Adada V trzy okresy: okres wojny domowej (823-820 p.n.e.), okres wypraw do Nairi (819-815 p.n.e.) i okres wypraw do Babilonii (814-811 p.n.e.). 

### Wojna domowa (823-820 p.n.e.)
Wielka rebelia, która wybuchła w Asyrii pod koniec panowania Salmanasara III, nie zakończyła się wraz ze wstąpieniem na tron jego syna Szamszi-Adada V. Tak wynika z informacji zawartych w asyryjskiej kronice eponimów, która podaje, iż rebelia ta trwać miała przez siedem lat, od 826 do 820 r. p.n.e. Zgodnie z inskrypcją na steli Szamszi-Adada V z Kalhu przywódcą buntu miał być jego brat, Aszur-da’’in-apla, do którego przyłączyć się miało 27 asyryjskich miast, w tym Aszur, Niniwa i Arbela. Wśród zbuntowanych miast nie znalazła się stolica Kalhu, której mieszkańcy najprawdopodobniej pozostali wierni Salmanasarowi III, a po jego śmierci Szamszi-Adadowi V. To wskazywać by mogło, iż to Szamszi-Adad V był prawowitym następcą tronu, a jego brat był uzurpatorem. Innym źródłem z tego okresu jest mocno uszkodzona kopia traktatu pomiędzy Szamszi-Adadem V, a babilońskim królem Marduk-zakir-szumi I (854-819 p.n.e.). W traktacie tym Szamszi-Adad V, chcąc zapewnić sobie najprawdopodobniej neutralność, lub nawet pomoc Babilonii w wojnie domowej trwającej w Asyrii, zmuszony był pójśĉ na pewne ustępstwa w stosunku do króla babilońskiego. Po trwających kilka lat zmaganiach Szamszi-Adadowi V udało się w końcu pokonać brata i stłumić rebelię.

### Wyprawy do Nairi (819-815 p.n.e.)
W rocznikach Szamszi-Adada V opisane zostały trzy wyprawy wojenne do Nairi, które najprawdopodobniej miały miejsce w 819, 818 i 815 r. p.n.e. W trakcie pierwszej z nich asyryjski król otrzymać miał trybut z koni i podbić rozległe terytoria od gór Zagros do górnego Eufratu i od Kurdystanu do środkowego Eufratu. Drugą wyprawę poprowadzić miał w imieniu króla Mutarris-Aszur, naczelny eunuch (rab ša rēši). Dotrzeć miał on do „Górnego Morza Zachodzącego Słońca”, gdzie otrzymać miał trybut z koni. Trzecia wyprawa, poprowadzona najprawdopodobniej przez króla, spustoszyć miała ziemie, aż do „Morza Zachodzącego Słońca”. I tym razem król otrzymać miał też trybut z koni. Zdaniem uczonych wszystkie te wyprawy były najprawdopodobniej tak naprawdę niczym więcej, jak szybkimi rajdami, których celem było zdobycie koni dla armii asyryjskiej. Można też założyć, że wyprawy te były odpowiedzią na działania Urartu, które – wykorzystując rebelię w Asyrii – przejąć mogło kontrolę nad pewnymi terenami należącymi wcześniej do Asyrii.

### Wyprawy do Babilonii (814-811 p.n.e.)
Trzy wyprawy wojenne przeciw Babilonii, które miały miejsce w ostatnich latach życia Szamszi-Adada V, przerwały długotrwałe pokojowe relacje panujące pomiędzy oboma państwami. Ojciec i dziad tego władcy obaj podpisali traktaty pokojowe z Babilonią i traktatów tych przestrzegali. Szamszi-Adad V również podpisał wprawdzie traktat pokojowy z babilońskim królem, ale wydarzenia w Asyrii zmusiły go do przyjęcia w nim roli podrzędnej. Powodem inwazji mogła być urażona duma władcy asyryjskiego, a także być może pogorszenie stosunków pomiędzy oboma państwami po objęciu tronu Babilonii przez nowego władcę Marduk-balassu-iqbi. Za każdym razem atak na Babilonię wychodził ze wschodu, z rejonu gór Zagros, na wschód od Tygrysu. Za każdym razem Elam przychodził też Babilonii z pomocą. W trakcie pierwszej z tych wypraw wojennych, mającej miejsce w 814 r. p.n.e., Szamszi-Adad V zaatakował północno-wschodnią Babilonię. Zaatakowanemu Marduk-balassu-iqbi z pomocą przyszli Chaldejczycy, Aramejczycy, Elamici i mieszkańcy krainy Namri. W decydującej bitwie pod Dur-Papsukkal, gdzie obie strony starły się ze sobą, koalicja antyasyryjska ponieść miała porażkę. W następnym roku Szamszi-Adad V ponownie zaatakował Babilonię, docierając do miasta Der, z którego zabrał posągi jego bóstw opiekuńczych. Z pewnego uszkodzonego fragmentu w rocznikach wynikać też może, że w trakcie tej kampanii udało się Asyryjczykom pochwycić żywcem Marduk-balassu-iqbi i wysłać go jako jeńca do Niniwy. W trakcie trzeciej wyprawy, w 812 r. p.n.e., Asyryjczykom udało się z kolei pojmać Baba-aha-iddinę, nowego króla Babilonii. Zgodnie z Kroniką synchronistyczną wyprawa ta miała być wielkim sukcesem: Szamszi-Adad V zdobył wiele miast, złożył ofiary bogom Kuty, Babilonu i Borsippy, otrzymał trybut od Chaldejczyków, zebrał podatki z Babilonii i ustalił przebieg nowej granicy pomiędzy obu państwami. Po podboju Babilonii Szamszi-Adad V do listy swych tytułów dodał nowy – „króla Sumeru i Akadu”.

## Działalność budowlana
Wydarzenia polityczne za rządów Szamszi-Adada V sprawiły, iż władca ten nie mógł poświęcić zbyt wiele czasu działalności budowlanej. Rozpoczął budowę pałacu w Niniwie, który ukończony został już za panowania jego syna, Adad-nirari III. W Aszur prowadził prace przy świątyni boga Aszura, o czym świadczy używany przez niego tytuł „budowniczego świątyni Aszura”. Szamszi-Adad V mógł też wznieść pałac w Kalhu. 

## Zabytki
Z czasów panowania Szamszi-Adada V zachowały się dwie wersje jego roczników: jedna pochodząca z Kalhu (wyryta na steli Szamszi-Adada V) i jedna pochodząca z Aszur. Z Niniwy i Aszur znane są cegły inskrybowane jego imieniem. W Aszur archeolodzy odnaleźli sarkofag należący do tego króla. Zachowały się też inskrybowane cylindry z cennych materiałów dedykowane przez Szamszi-Adada V bogini Bēlet-parṣī. Znany jest też tzw. „list od boga” dotyczący wydarzeń z dwóch ostatnich wypraw Szamszi-Adada V do Babilonii.

## Późniejsze wzmianki
Późniejsze źródła rzucają nieco światła na życie i czasy Szamszi-Adada V. Według inskrypcji jego syna i następcy Adad-nirari III „królowie Hatti” (ziem leżących na zachód od Asyrii) mieli za rządów Szamszi-Adada V urosnąć w siłę i wstrzymać przysyłanie trybutu. Zgodnie z inskrypcjami na cegłach z Niniwy Adad-nirari III miał ukończyć pałac, którego budowę rozpoczął jego ojciec. Źródła powstałe po śmierci Szamszi-Adada V informują nas też, że jego królową była Sammu-ramat. W końcu na tabliczce zapisanej po 691 r. p.n.e. zachowały się dekrety Szamszi-Adada V i Adad-nirari III wyznaczające zakres obowiązków dwóm wysokim urzędnikom państwowym.